# Pristimantis calcaratus
Pristimantis calcaratus är en groddjursart som först beskrevs av George Albert Boulenger 1908.  Pristimantis calcaratus ingår i släktet Pristimantis och familjen Strabomantidae. IUCN kategoriserar arten globalt som starkt hotad. Inga underarter finns listade i Catalogue of Life.